# Крафт Хайнц
The Kraft Heinz Company е американска мултинационална хранителна компания със седалище в Чикаго, Илинойс и Питсбърг, Пенсилвания. Създадена е през 2015 г. чрез сливането на Kraft Foods Group и H.J. Heinz Company.
Kraft Heinz е третата по големина компания за храни и напитки в Северна Америка и петата по големина в света с над 26,0 милиарда щатски долара годишни продажби към 2021 г.
Освен брандовете Kraft и Heinz, профилът на компанията включва повече от 20 други марки, които са част от профила на компанията, включително Boca Burger, Gevalia, Grey Poupon, Oscar Mayer, Philadelphia Cream Cheese, Primal Kitchen и Wattie's. Тя се класира на 114-о място в списъка Fortune 500 за 2018 г. на най-големите корпорации в Съединените щати въз основа на общите приходи за 2017 г.

## Марки
От 2023 г. частичен списък на глобалните марки, включени в портфолиото на Kraft Heinz:
Kraft и Heinz:
- Kraft Dinner
- Kraft Parmesan Cheese[10]
- Kraft Peanut Butter (Канада)
- Heinz Corned Beef (Африка и Среден изток)
- Heinz Ketchup

Други:
- A.1. Sauce
- ABC
- Amoy
- Aproten
- Baker's Chocolate
- Bénédicta
- Boca Burger
- Breakstone's
- Brinta
- Capri-Sun
- Classico
- Claussen pickles
- Cool Whip
- Corn Nuts
- Cracker Barrel
- Crystal Light
- Daddies
- De Ruijter
- Greenseas
- Grey Poupon
- Golden Circle
- Hamper (Австралия)
- Heinz Corned Beef (Африка и Близкия изток)
- Heinz Ketchup
- Hemmer
- Honig
- HP Sauce
- Jell-O
- Karvan Cévitam
- Kool-Aid
- Lea & Perrins
- Lunchables
- Master Soy Sauce
- Maxwell House
- MiO
- Miracle Whip
- Mr. Yoshida's
- Nancy's
- Ore-Ida
  - Bagel Bites
- Original Juice Co.
- Orlando
- Oscar Mayer
- Ox & Palm (Австралия)
- P3
- Philadelphia Cream Cheese
- Plasmon
- Primal Kitchen
- Pudliszki
- PurePet
- Quero
- Roosvicee
- Shake 'n Bake
- Smart Ones
- Stove Top
- Sure-Jeil
- Tassimo
- Twisted Ranch
- Velveeta
- Venz
- Wattie's
- Wijko
- Wyler's